# Raid of Dream
《Raid of Dream》(레이드 오브 드림)은 대한민국의 걸 그룹 드림캐쳐의 스페셜 미니 음반이다. 타이틀 곡은 〈데자부 (Deja Vu)〉로, 2019년 9월 18일 지니뮤직을 통하여 발매되었다.

## 개요
- 《The End of Nightmare》 이후 7개월 만에 대한민국에서 발매하는 음반이다. 일본에서의 활동을 포함하면 《The Beginning Of The End》 이후 일주일 만에 나오는 음반이다.
- 대한민국의 모바일 RPG 게임인 킹스레이드(King’s Raid)와의 컬래버레이션으로 기획되었다.[1] 협업 작업은 킹스레이드를 서비스하는 베스퍼에서 2018년 초부터 구상하였고, 2019년 5월에 베스퍼에서 드림캐쳐 컴퍼니 측에 공식적으로 제안하면서 정식으로 진행되기 시작하였다.[2]
- 타이틀 곡 〈데자부 (Deja Vu)〉는 킹스레이드의 아홉 번째 챕터인 ‘판데모니움’의 결말 줄거리를 담은 곡으로, 킹스레이드의 OST로도 사용된다.[2]

## 발매 과정
2019년 7월 2일, 드림캐쳐가 하반기에 대한민국에서 컴백한다는 보도가 전해졌다. 이후 9월 11일로 예정된 일본 컴백을 준비하는 가운데, 9월 2일에 공식 SNS를 통하여 중세 유럽풍의 성 안에 획이 빠진 7세그먼트 표시 장치가 떠 있는 ‘미스터리 코드’ 사진이 공개되었다. 이어 3일에는 꿈에 관한 영어 문장 네 개가 적힌 두 번째 ‘미스터리 코드’가 공개되었는데, 가위표가 쳐지지 않은 대문자를 모으면 ‘DJV’가 된다. 9월 4일, 음반의 제목과 함께 컴백 스케줄 표가 공개되었다. 드림캐쳐 컴퍼니 측에 따르면 이번 음반은 “기존의 스토리와는 별개”인 “실험적이고 독특한 형식과 내용의 작품”이다. 9월 9일, 미스터리 코드의 비밀이 풀리면서, 모바일 게임 킹스레이드와의 컬래버레이션 사실이 알려졌다.
9월 5일에는 금색 왕좌에 앉은 모습의 개인별 티저 사진이, 9월 6일에는 음반의 사양과 함께 단체 티저 사진이 공개되었다. 이후 9월 10일과 11일에는 난장판이 된 성 안에서 검은색 제복을 입고 찍은 개인별 티저와 단체 티저 사진이 각각 공개되었다. 이어 9월 12일에는 타이틀 곡의 뮤직 비디오 일부분을 담은 컴백 트레일러 영상이 공개되었고, 9월 13일에는 타이틀 곡의 가사 일부를 영상으로 공개하였다. 9월 14일에는 음반에 실린 모든 곡의 하이라이트 메들리가 유튜브에 게시되었다. 마지막으로 9월 16일에는 타이틀 곡의 안무 미리보기 영상이, 17일에는 타이틀 곡 뮤직 비디오의 티저 영상이 공개되었다.

## 수록곡
| #            | 제목                                      | 작사                             | 작곡                                                                      | 재생 시간 |
| ------------ | ----------------------------------------- | -------------------------------- | ------------------------------------------------------------------------- | --------- |
| 1.           | 〈Intro〉                                 |                                  | Ollounder, LEEZ (편곡: Ollounder, LEEZ)                                   | 1:31      |
| 2.           | 〈데자부〉 (Deja Vu)                      | LEEZ, Ollounder, 김보은          | LEEZ, Ollounder (편곡: LEEZ, Ollounder)                                   | 3:44      |
| 3.           | 〈거미의 저주〉 (The curse of the Spider) | Ollounder, LEEZ                  | Ollounder, LEEZ (편곡: Ollounder, LEEZ)                                   | 3:10      |
| 4.           | 〈Silent Night〉                          | LEEZ, Ollounder                  | LEEZ, Ollounder (편곡: LEEZ, Ollounder)                                   | 3:18      |
| 5.           | 〈북극성〉 (Polaris)                      | Ollounder, LEEZ, Chairmann, 0to1 | Ollounder, LEEZ, Chairmann, 0to1 (편곡: Ollounder, LEEZ, Chairmann, 0to1) | 3:53      |
| 총 재생 시간 | 총 재생 시간                              | 총 재생 시간                     | 총 재생 시간                                                              | 15:36     |

| #            | 제목                        | 작사                    | 작곡                                    | 재생 시간 |
| ------------ | --------------------------- | ----------------------- | --------------------------------------- | --------- |
| 6.           | 〈Deja Vu〉 (Japanese Ver.) | LEEZ, Ollounder, 김보은 | LEEZ, Ollounder (편곡: LEEZ, Ollounder) | 3:44      |
| 총 재생 시간 | 총 재생 시간                | 총 재생 시간            | 총 재생 시간                            | 19:20     |

## 차트
| 차트 (2019)                 | 최고 순위 |
| --------------------------- | --------- |
| 대한민국 (가온 차트 ‘주간’) | 3         |
| 대한민국 (가온 차트 ‘월간’) | 5         |